# تيم لان
تيم لان (بالإنجليزية: Tim Lane)‏ هو لاعب كرة قدم أسترالية أسترالي، ولد في 22 فبراير 1888، وتوفي في 23 نوفمبر 1965.

## وصلات خارجية
- تيم لان على موقع AustralianFootball.com (الإنجليزية)
- تيم لان على موقع AFLtables.com (الإنجليزية)